# Флойдс-Нобс
Флойдс-Нобс (англ. Floyds Knobs) — небольшая невключённая территория тауншипа Лафейетт в округе Флойд, штат Индиана, США. Исторически являющаяся фермерской территорией, расположенной на окраине города Нью-Олбани, является спальным районом городка Луисвилл, штат Кентукки. Во Флойдс-Нобсе есть фермы, небольшие торговые центры, церкви и ретрансляторы множества районных теле- и радиостанций. В городе также располагается Средняя школа им. Флойда.

## История
Город был назван в честь полковника Дэвиса Флойда. В 1815 году Джеймс Мур построил здесь мельницу. Слово «Нобс» происходит от формы рельефа местности (в переводе имеются ввиду небольшие холмы и возвышенности). С юго-востока города, над поймой реки Огайо и вдоль северо-западного склона Нью-Олбани (Индиана) на высоте 120—260 метров возвышается Нобстоунская (Силтстоунская) горная гряда. Эродированные холмы, располагающиеся по краю плато, называемые холмиками (англ. knobs), формируют восточную окраину Норманской геологической зоны. Во Флойдс-Нобсе проживает игрок профессиональной ассоциации гольфистов Фьюззи Зеллер.

## Образование
Дети получают образование в начальной школе Флойдс-Нобса, средней школе Хайленд-Хиллз и средней школе им. Флойда .